# Jim Brown (bóng đá)
James Brown (31 tháng 12 năm 1908 – 9 tháng 11 năm 1994) là một cầu thủ bóng đá người Mỹ gốc Scotland. Ông là một trong những thành viên của đội tuyển Hoa Kỳ tham dự Giải vô địch bóng đá thế giới 1930 được tổ chức tại Uruguay, ghi 1 bàn thắng duy nhất tại giải đấu trong trận đấu bán kết gặp Argentina.

## Bàn thắng quốc tế
Tất cả bàn thắng cho Hoa Kỳ
| #  | Ngày                | Địa điểm                                     | Đối thủ   | Tỉ số | Kết quả | Giải đấu                           |
| -- | ------------------- | -------------------------------------------- | --------- | ----- | ------- | ---------------------------------- |
| 1. | 26 tháng 7 năm 1930 | Sân vận động Centenario, Montevideo, Uruguay | Argentina | 1–6   | 1–6     | Giải vô địch bóng đá thế giới 1930 |

## Danh hiệu
Giải vô địch bóng đá thế giới, Đội tuyển Hoa Kỳ, Hạng ba: 1930
Manchester United Reserves
- Manchester (Senior) Cup Champions (1): 1933/1934

Brentford Reserves
- London Challenge Cup (1): 1934–35[3]

Guildford City
- Southern Football League (1): 1937–38[4]
- Mayor of Aldershot Cup (1): 1939
- Surrey Combination Cup (2): 1938 – 1940
- Leading goalscorer 1937/1938 & 1938/1939

Cá nhân
- National Soccer Hall of Fame: 1986
- Connecticut State Hall of Fame: 2000
- New England Hall of Fame: 2005